# Affiene groep
In de groepentheorie, een deelgebied van de wiskunde, is de affiene groep of de algemene affiene groep van een affiene ruimte over een lichaam/veld {\displaystyle K} de groep van alle inverteerbare affiene transformaties van die ruimte. De groepsbewerking is de functiecompositie.
De affiene groep is een lie-groep als {\displaystyle K} een reëel, complex of quaternionen-lichaam/veld is.

## Definitie
Een inverteerbare affiene transformatie {\displaystyle f_{A,a}\colon V\to V} van een vectorruimte {\displaystyle V} is van de vorm
{\displaystyle f_{A,a}(v)=Av+a},
met {\displaystyle A\in \mathrm {GL} (V)} een isomorfisme van {\displaystyle V}, en {\displaystyle a} een vast element van {\displaystyle V}.
De transformatie {\displaystyle f_{A,a}} is dus samengesteld uit het isomorfisme {\displaystyle A} en een translatie over de vector {\displaystyle a}.
Er geldt:
{\displaystyle (f_{A,a}\circ f_{B,b})(v)=f_{A,a}(f_{B,b}(v))=f_{A,a}(Bv+b)=ABv+Ab+a=f_{AB,Ab+a}(x)}
dus
{\displaystyle f_{A,v}\circ f_{B,w}=f_{AB,Ab+a}}
en ook:
{\displaystyle f_{A,a}(v)=y\Leftrightarrow Av+a=y\Leftrightarrow v=A^{-1}y-A^{-1}a}
zodat:
{\displaystyle f_{A,v}^{-1}=f_{A^{-1},(-A^{-1}a})}
De inverteerbare, affiene transformaties vormen dus een groep, de affiene groep of algemene affiene groep, aangeduid met {\displaystyle \mathrm {AGL} (V)}, {\displaystyle \mathrm {Aff} (V)} of {\displaystyle \mathrm {GA} (V)}.
Als {\displaystyle V=K^{n}} de {\displaystyle n}-dimensionale ruimte over het lichaam/veld {\displaystyle K} is, wordt de affiene groep genoteerd als {\displaystyle \mathrm {AGL} _{n}(K)}. In een context waarin {\displaystyle K} duidelijk is, wordt ook wel alleen de parameter {\displaystyle n} aangegeven, bijvoorbeeld {\displaystyle \mathrm {Aff} (n)}.
Voor eindige {\displaystyle K} met {\displaystyle q} elementen, schrijft men eenvoudigweg {\displaystyle \mathrm {AGL} _{n}(q)}, want een eindig lichaam/veld is door het aantal elementen op isomorfie na eenduidig bepaald.
De affiene groep {\displaystyle \mathrm {Aff} (n)} van de {\displaystyle n}-dimensionale euclidische ruimte met elementen {\displaystyle Ax+b} heeft een aantal belangrijke ondergroepen:
- algemene lineaire groep {\displaystyle \mathrm {GL} (n)} met elementen {\displaystyle Ax}, de oorsprong blijft op zijn plaats
- euclidische groep {\displaystyle \mathrm {E} (n)} of {\displaystyle \mathrm {ISO} (n)} (de isometrieën, dus geen vervorming of vergroting/verkleining)
- orthogonale groep {\displaystyle \mathrm {O} (n)} (de doorsnede van de twee: de isometrieën waarbij de oorsprong op zijn plaats blijft)

Verder zijn er nog de ondergroepen hiervan waarbij de determinant van de betreffende matrix 1 is:
- speciale lineaire groep, {\displaystyle \mathrm {SL} (n)} (wel vervormingen, maar geen spiegeling en geen verandering van het {\displaystyle n}-dimensionale volume)
- speciale euclidische groep {\displaystyle \mathrm {SE} (n)} (de directe isometrieën; voor {\displaystyle n=3} zijn dit de mogelijke veranderingen van positie en stand van een star lichaam)
- speciale orthogonale groep {\displaystyle \mathrm {SO} (n)} (de directe isometrieën waarbij de oorsprong op zijn plaats blijft; voor {\displaystyle n=2} zijn dit de draaiingen om de oorsprong, voor {\displaystyle n=3} de draaiingen om een as door de oorsprong)